# Barrio de Coyolo
Barrio de Coyolo är en ort i Mexiko.   Den ligger i kommunen Tampacán och delstaten San Luis Potosí, i den sydöstra delen av landet, 220 km norr om huvudstaden Mexico City. Barrio de Coyolo ligger 285 meter över havet och antalet invånare är 253.
Terrängen runt Barrio de Coyolo är lite kuperad. Runt Barrio de Coyolo är det ganska tätbefolkat, med 80 invånare per kvadratkilometer. Närmaste större samhälle är Tamazunchale, 13,2 km sydväst om Barrio de Coyolo. I omgivningarna runt Barrio de Coyolo växer huvudsakligen savannskog.